# Popcornmaschine

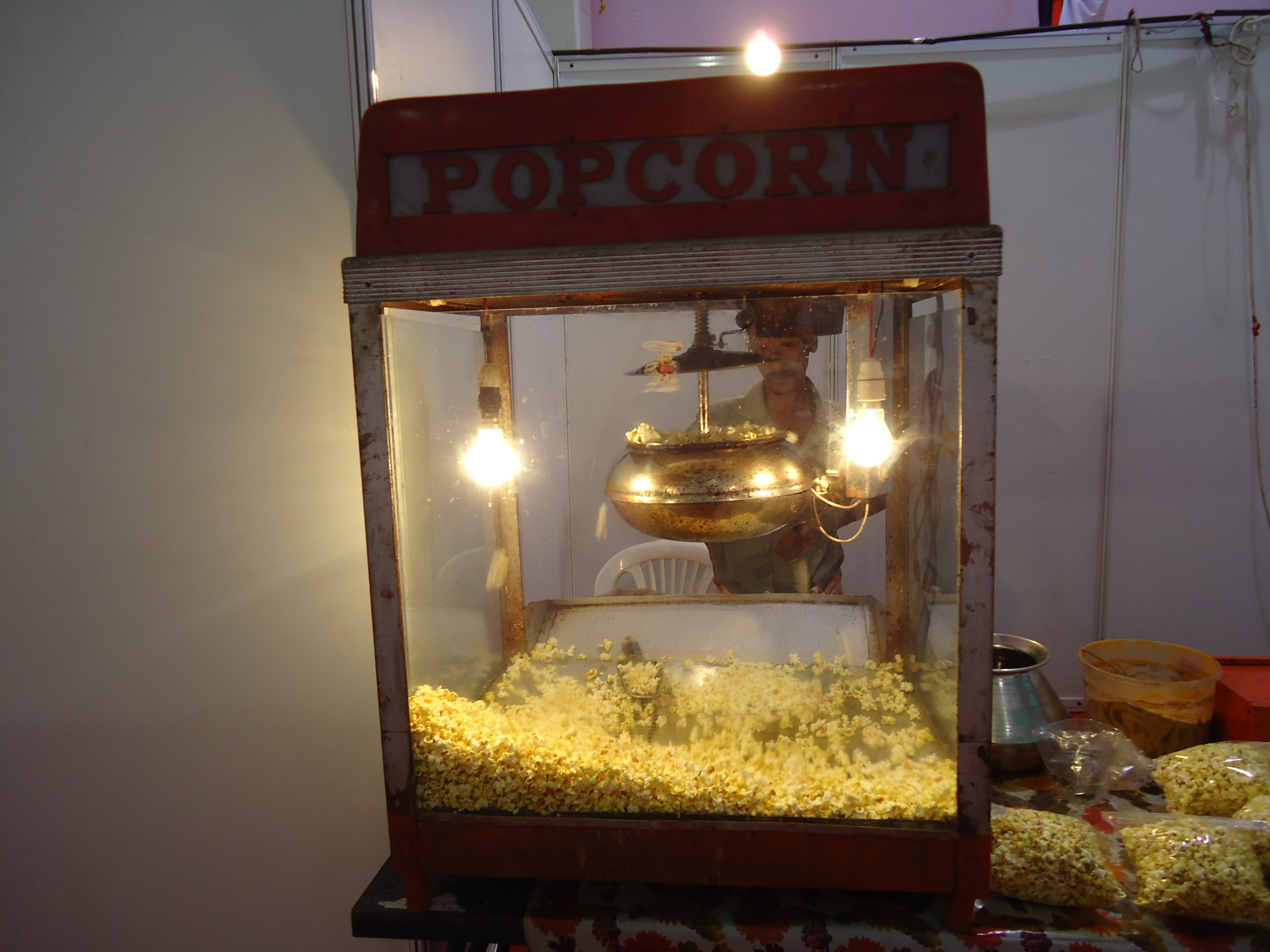
Popcornmaschine

Bei einer Popcornmaschine handelt es sich um ein technisches Gerät, das verwendet wird um aus Mais Popcorn herzustellen.

## Geschichte
Die erste kommerzielle und großtechnische Popcornmaschine wurde im späten 19. Jahrhundert von Charles Cretors erfunden. Cretors entwickelte um 1890 einen Erdnussröster und stellte bei der Weiterentwicklung fest, dass sich damit in Verbindung mit einer Dampfmaschine auch Popcorn in größeren Mengen herstellen ließ. Diese Popcornmaschine stellte Cretors auf der Weltausstellung im Jahr 1893 in Chicago vor. In Marion im US-Staat Ohio befindet sich ein Popcornmuseum mit vielen historischen Popcornmaschinen, unter anderem ist dort der Cretors  No. 1 Popcorn-Wagen aus dem Jahre 1899 zu besichtigen.